# Agrostis cenisia
Agrostis cenisia é uma espécie de gramínea do gênero Agrostis, pertencente à família Poaceae.